# وو تانج كلان
وو تانغ كلان (بالإنجليزية: Wu-Tang Clan)‏ فرقة راب موسيقية أمريكية تأسست في 1991 في مدينة نيو يورك .

## الأعضاء
- آر زي أي
- جي زي أي
- مثود مان
- ريكون
- غوستفيس كيلاه
- انسبكتا دك
- ماستا كيلاه
- يو-غود

## روابط خارجية
- وو تانج كلان على موقع IMDb (الإنجليزية)
- وو تانج كلان على موقع الموسوعة البريطانية (الإنجليزية)
- وو تانج كلان على موقع ميوزك برينز (الإنجليزية)
- وو تانج كلان على موقع رولينغ ستون (الإنجليزية)
- وو تانج كلان على موقع أول ميوزيك (الإنجليزية)
- وو تانج كلان على موقع ديسكوغز (الإنجليزية)